# Michele Caminati
Michele Caminati, né le 25 février 1985 à Parme en Italie, est un grimpeur professionnel. Il pratique principalement l'escalade de bloc et participe à la coupe et aux championnats d'Italie de bloc. Depuis 2004, il participe aussi à de nombreuses compétitions internationales comme la coupe du monde d'escalade, le Rock Master d'Arco ou encore la compétition Melloblocco dont il a notamment remporté l'édition en 2012.

## Biographie
Michele Caminati commence l'escalade à l'âge de 12 ans. Rêvant alors de devenir joueur de volley-ball professionnel, il pratique l'escalade comme un jeu. Mais rapidement il se prend de passion pour la discipline. En 2001, il commence à participer aux compétitions nationales en Italie, puis en 2004, il intègre l'équipe italienne d'escalade et commence à participer aux compétitions internationales.
Au début de mai 2012, il remporte la 9e édition de la compétition Melloblocco aux côtés de Anthony Gullsten, Alexey Rubtsov et Shauna Coxsey.

## Ascensions remarquables

### Bloc
| Nom                    | Site                  | Date             | Commentaires       |
| ---------------------- | --------------------- | ---------------- | ------------------ |
| L'Ultimo dei Moicani   | Chiesina, Italie      | 19 janvier 2012  | Première ascension |
| The Dagger             | Cresciano, Suisse     | 12 décembre 2010 | [ 4 ]              |
| The Island             | Fontainebleau, France | 20 octobre 2010  | [ 5 ]              |
| Kheops départ Assis    | Fontainebleau, France | 2 mars 2009      | [ 6 ]              |
| The Never ending Story | Magic Wood, Suisse    | 21 mai 2008      | -                  |
| Gecko départ Assis     | Fontainebleau, France | 31 octobre 2007  | [ 7 ]              |

## Parraineurs
Michele Caminati est parrainé par La Sportiva, par Wild Country et par E9, le fabricant d'habits  pour l'escalade.